# アル・セルヴィ
アルフレッド・ニコラス・セルヴィ（Alfred Nicholas Cervi、1917年2月12日 - 2009年11月9日）は、アメリカ合衆国の元プロバスケットボール選手、指導者。身長180cm、体重77kg。ポジションはポイントガード。
1985年にバスケットボール殿堂入りを果たした。

## 経歴
セルヴィはニューヨーク州バッファローで生れ、1937年に高校を中退してNBL入りした。その後1940年から1945年までアメリカ陸空軍で勤務し、終戦後NBLのロチェスター・ロイヤルズに入団した。
ロイヤルズではエースとして活躍し、1946年にチームをリーグ優勝に導いた他、1947年には平均14.4得点で得点王を獲得した。しかし給与の支払いを巡ってオーナーと対立し、1948年にシラキューズ・ナショナルズに移籍した。
ナショナルズでは選手とヘッドコーチを兼任し、加入1年目の1948-49シーズンにNBL最優秀コーチ賞を受賞した。またこの年には3年連続でのオールNBL1stチーム入りを果たした。1949年にNBLとBAAが合併してNBAが誕生すると、ナショナルズもその一員となった。NBA1年目の1949-50シーズン、セルヴィは平均10.2得点4.7アシストでオールNBA2ndチームに選ばれ、チームを初のNBAファイナルに導いた（ミネアポリス・レイカーズに2勝4敗で敗退）。セルヴィは1953年まで選手としてプレーした。NBAでの成績は、202試合の出場で通算1,591得点648アシスト（平均7.9得点3.2アシスト）であった。
セルヴィは1953年からヘッドコーチ専任となった。ドルフ・シェイズやポール・シーモアを擁したナショナルズはリーグ屈指の強豪であり、1953-54シーズンに2度目のファイナル出場を果たすも、再びレイカーズに敗北した。しかし翌1954-55シーズン、チームは2年連続でファイナルに駒を進め、フォートウェイン・ピストンズを4勝3敗で破って初優勝を果たした。その後、1956-57シーズン序盤に成績不振のためナショナルズのヘッドコーチを辞任した。
セルヴィは1958年にフィラデルフィア・ウォリアーズのヘッドコーチに就任したが、チームをプレーオフに導くことが出来ず、1シーズン限りで解任された。その後はトラック運送会社のエリアマネージャーとして働いた。1960年にはロサンゼルス・レイカーズのヘッドコーチ就任を打診されたが辞退している。
セルヴィは1985年にバスケットボール殿堂入りを果たし、2009年に92歳で死去した。

## 個人成績

### レギュラーシーズン
| Season  | Team   | GP  | MPG  | FG%  | FT%  | RPG | APG | PPG  |
| ------- | ------ | --- | ---- | ---- | ---- | --- | --- | ---- |
| 1949-50 | SYR    | 56  | –    | .332 | .829 | –   | 4.7 | 10.2 |
| 1950-51 | SYR    | 53  | –    | .382 | .819 | 2.9 | 3.9 | 8.6  |
| 1951-52 | SYR    | 55  | 15.5 | .354 | .883 | 1.6 | 2.7 | 7.6  |
| 1952-53 | SYR    | 38  | 7.9  | .437 | .810 | 0.6 | 0.7 | 3.8  |
| Career  | Career | 202 | 12.4 | .359 | .839 | 1.8 | 3.2 | 7.9  |

### プレーオフ
| Year   | Team   | GP | MPG  | FG%  | FT%  | RPG | APG | PPG  |
| ------ | ------ | -- | ---- | ---- | ---- | --- | --- | ---- |
| 1950   | SYR    | 11 | –    | .338 | .826 | –   | 4.7 | 7.6  |
| 1951   | SYR    | 7  | –    | .304 | .880 | 4.7 | 5.4 | 11.1 |
| 1952   | SYR    | 7  | 12.6 | .223 | .957 | 1.4 | 2.1 | 5.1  |
| 1953   | SYR    | 2  | 14.0 | .600 | .800 | 0.0 | 0.5 | 9.0  |
| Career | Career | 27 | 12.9 | .314 | .866 | 2.7 | 3.9 | 8.0  |

## コーチ戦績

### NBA
| Team   | Season  | Season Record | Playoff Record | Playoff Result         |
| ------ | ------- | ------------- | -------------- | ---------------------- |
| SYR    | 1949-50 | 51–13         | 6–5            | NBAファイナル敗退      |
| SYR    | 1950-51 | 32–34         | 4–3            | ディビジョン決勝敗退   |
| SYR    | 1951-52 | 40–26         | 3–4            | ディビジョン決勝敗退   |
| SYR    | 1952-53 | 47–24         | 0–2            | ディビジョン準決勝敗退 |
| SYR    | 1953-54 | 42–30         | 9–4            | NBAファイナル敗退      |
| SYR    | 1954-55 | 43–29         | 7–4            | NBAチャンピオン        |
| SYR    | 1955-56 | 35–37         | 5–4            | ディビジョン決勝敗退   |
| SYR    | 1956-57 | 4–8           |                |                        |
| PHW    | 1958-59 | 32–40         |                |                        |
| Career | Career  | 366–264       | 37–29          |                        |